# الیکایی پشت‌راه‌راه
الیکایی پشت‌راه‌راه (نام علمی: Campylorhynchus nuchalis) نام یک گونه از سرده خمیده‌منقارها است.